# بيتر وير (مخرج)
بيتر وير (بالإنجليزية: Peter Weir)‏ هو كاتب سيناريو ومخرج أسترالي، ولد في 21 أغسطس 1944 في سيدني في أستراليا.

## وصلات خارجية
- بيتر وير على موقع IMDb (الإنجليزية)
- بيتر وير على موقع ميتاكريتيك (الإنجليزية)
- بيتر وير على موقع الموسوعة البريطانية (الإنجليزية)
- بيتر وير على موقع روتن توميتوز (الإنجليزية)
- بيتر وير على موقع مونزينجر (الألمانية)
- بيتر وير على موقع ألو سيني (الفرنسية)
- بيتر وير على موقع ميوزك برينز (الإنجليزية)
- بيتر وير على موقع تيرنر كلاسيك موفيز (الإنجليزية)
- بيتر وير على موقع أول موفي (الإنجليزية)
- بيتر وير على موقع بوكس أوفيس موجو (الإنجليزية)